# Opus emplectum
Opus emplectum je napredna rimska tehnika gradnje. Svaka strana zida izgrađena je od gotovih kamenih blokova, ostavljajući veću prazninu između njih. Praznina je ispunjena mješavinom lomljenog kamenja pomiješanog sa žbukom. Dobar primjer ove tehnike su ruševine romaničke kule u Strzelnom. 